# Steatoda dahli
Steatoda dahli là một loài nhện trong họ Theridiidae.
Loài này thuộc chi Steatoda. Steatoda dahli được Josef Nosek miêu tả năm 1905.